# OK Landehof
OK Landehof är en orienterings-, skidklubb och skidskytteklubb belägen i Landvetter utanför Göteborg. Klubbstugan heter Landehofstugan och ligger i norra delen av Landvetter. 
Klubben bildades 1955. Runt Landehofstugan finns totalt 5 km elljusspår som vintertid beläggs med konstsnö för skidåkningsändamål.
Claes-Göran Strand, Bengt Strand, Michael Andersson, Ulf Eriksson, Pereric Hasselgren och Lennart Carlström togs ut för 10-mila 1975.